# Heinrich Handel-Mazzetti
Heinrich Raphael Eduard von Handel-Mazzetti (Viena, 19 de fevereiro de 1882 — 1 de fevereiro de 1940) foi um micólogo, botânico e explorador austríaco.

## Algumas publicações
- Experiences and Impressions of an Austrian Botanist During the First World War. 48 fotos, 160 pp. [Experiences and Impressions of an Austrian Botanist During the First World War Versão online]
- Naturbilder aus Sudwest China
- Symbolae Sinicae

## Fonte
- 1940. Janchen, E. Berichte der deutschen botanischen Gesellschaft. Osterr. hot. Zeitschrift 57, 179-201